# Visp (slagverktyg)

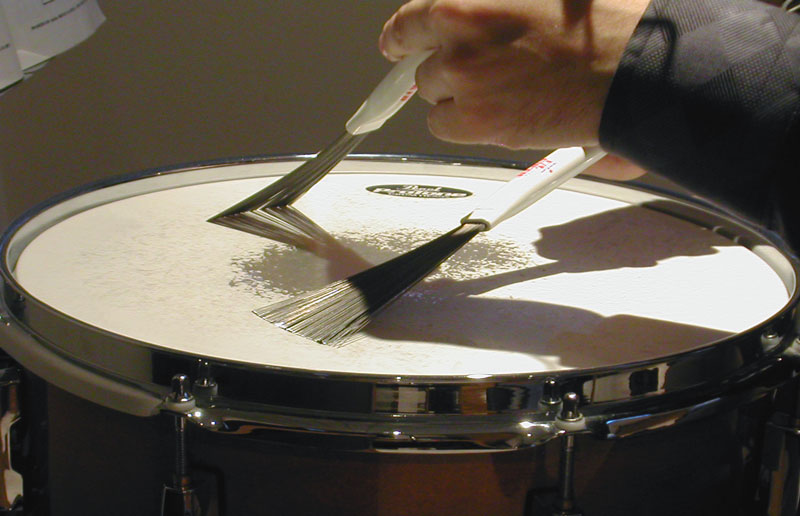
Vispar spelade på en virveltrumma.

Visp, eller jazzvisp (äldre benämning) är ett slagverktyg för trumma. Det består av ett antal tunna stålspröt som i formen av en solfjäder är fästa i ett handtag. Vispar används i regel i par (i likhet med trumpinnar) och är vanliga inom jazz.

## Användning och varianter
Vispar används vid spel på bland annat virveltrumma, genom att man omväxlande stryker och slår an trumskinnets slagsida.
Vispen består oftast av en bukett mycket tunna, böjliga ståltrådar som är fästa vid ett skaft tillverkat av plast, gummi, metall eller trä. Det förekommer även utföranden med vispen i plast, vilken då inte ger samma klang. En del typer har en enkel mekanik i form av en dragstång av metall, med vilken man kan dra in buketten i skaftet. Dragstången är i änden försedd med antingen en ögla – så kallad loop end – eller kula av metall, trä, nylon eller gummi – så kallad ball end.

## Historik
Vispen har använts så tidigt som i verk av till exempel Mozart och Haydn islutet av 1700-talet. Från och med Gustav Mahlers tredje symfoni (1893-96) och sjätte symfoni (1903-04) är det ett av standardanslagsmedlen inom orkesterslagverket.
Inom jazzen har visparna fått stor betydelse, och många trumslagare inom den genren har utvecklat speltekniken till virtuositet. Inom jazz används vispar ofta för ett mer intimt tassande ljud, med mjuka slag eller väsanden.